# Waschhaus (Chaton)

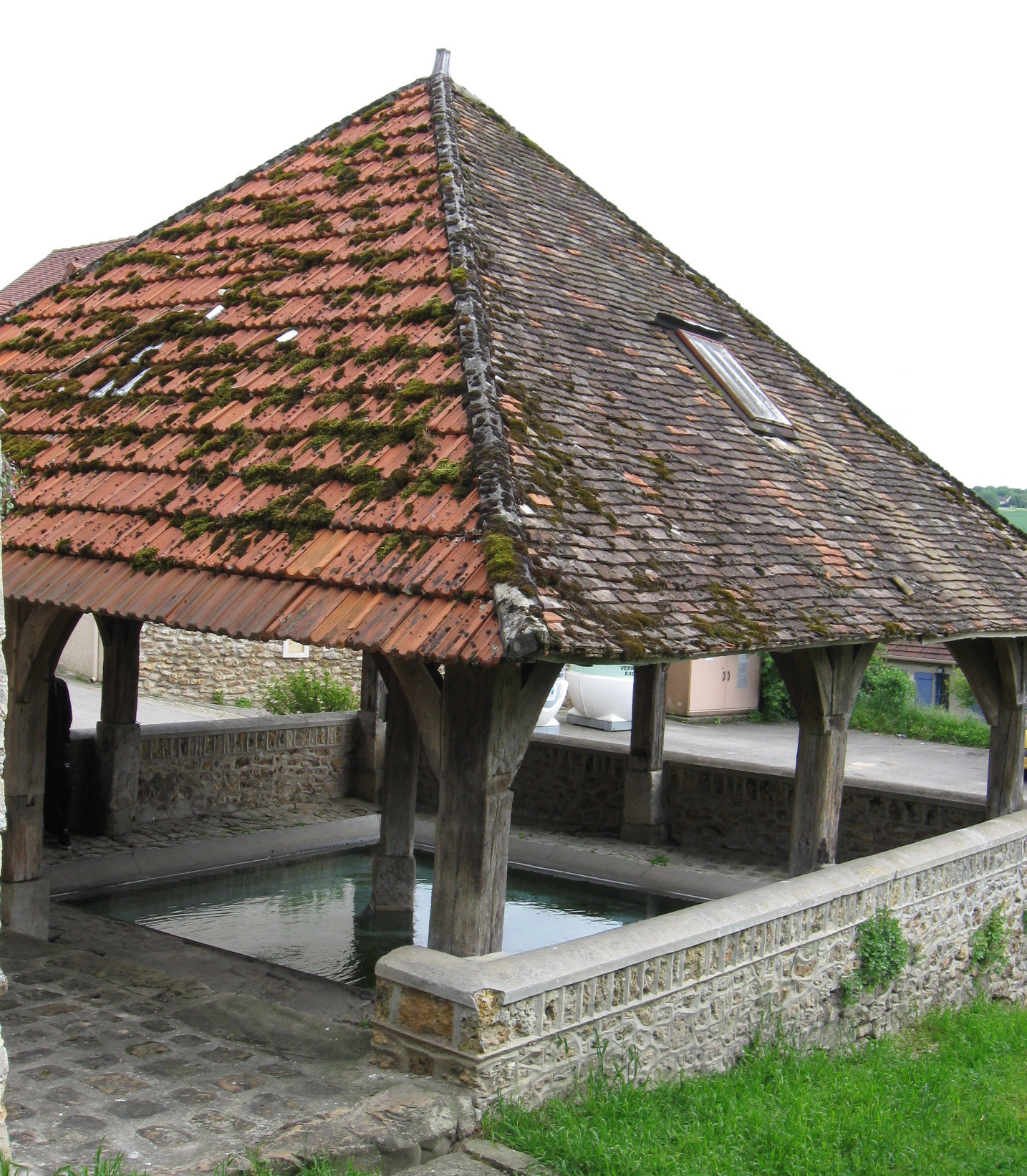
Waschhaus in Chaton

Das Waschhaus (französisch lavoir) in Chaton, einem Ortsteil der französischen Gemeinde Vendrest im Département Seine-et-Marne in der Region Île-de-France, wurde im 19. Jahrhundert errichtet. 
Das öffentliche Waschhaus besteht aus einer Holzkonstruktion auf Steinfundamenten. Es wird von einem Zeltdach bedeckt.